# 李靖
李靖（571年—649年7月2日），字药师，雍州三原县（今陕西省咸阳市三原县东北）人，祖籍陇西郡狄道县（今甘肃省定西市临洮县），出自陇西李氏定著四房之一的丹杨房，隋末唐初名将，是唐朝文武兼備的军事家。後封卫国公，世称李卫公，凌煙閣二十四功臣之一。他的舅舅韩擒虎是隋灭南陈的名將，對這個外甥最為賞識。

## 生平

### 早年

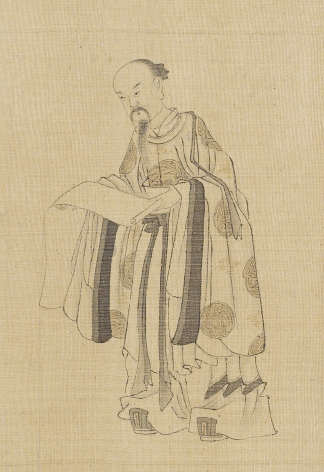
李靖

李靖年輕時姿貌瑰偉。隋煬帝時代，年僅26岁的李靖就擔任長安功曹（掌管人事，相当于縣府人事主任）。不久雍州举行科举考试，他考中及第，被任命为汲县、安阳、三原三县县令，考绩连续被评为最优，深獲尚书左僕射（左相）楊素、吏部尚書牛弘的賞識。大业末年，李靖被派往北方前线，調任馬邑郡丞，在李渊帐下和突厥作战。与李渊相处后，李靖发现他有“四方之志”（即拥兵自立之意圖），于是伪装成囚徒，並前往江都，准备向隋煬帝密告。结果走到长安的时候，因兵荒马乱不能前行，滞留在那裏。李淵自晋阳起兵后，迅速攻下長安，李靖被俘。臨斬前，李靖大叫：“您興起義兵，本是為了天下，除去暴亂，怎麼不欲完成大事，而以私人恩怨斬殺壯士呢？”李世民勸父親赦免李靖，并将其召入幕府，充做三衛。

### 投效李唐
隋末萧铣趁乱割据在江陵一带，地盘广大，南到交趾，北到汉水，西达三峡，东及九江。武德四年（621年），李靖向唐高祖献上平灭萧铣的十策。唐高祖采纳后，任命李孝恭为夔州总管，李靖为行军总管兼摄孝恭行军长史，大造战舰，训练水军。唐高祖以李孝恭未更戎旅，将三军之任委托给李靖。唐军自夔州（今四川奉节东）顺江东下，以庐江王李瑗出襄州（今湖北襄阳），黔州刺史田世康出辰州（今湖南沅陵），黄州总管周法明出夏口（今汉口）。李孝恭接受李靖乘水涨敌懈、迅速进军江陵的建议，亲率战舰二千多艘顺江而下，直捣腹心，攻克荆门（今湖北宜都西北）、宜都（今属湖北），进抵夷陵（今湖北宜昌）。萧铣部将文士弘率精兵数万屯清江（今清江入长江口），前来救援。
九月，唐高祖下令大举进攻萧梁。下诏发巴、蜀兵，以赵郡王李孝恭为荆湘道行军总管，统十二总管，自夔州顺流东下；以庐江王李瑗为荆郢道行军元帅，出襄州道，黔州刺史田世康出辰州道，黄州总管周法明出夏口道，击萧铣。
貞觀元年（627年），官拜刑部尚書，賜封四百戶。貞觀二年（628年），兼任檢校中書令。貞觀三年（629年），轉任兵部尚書。

### 夜襲陰山

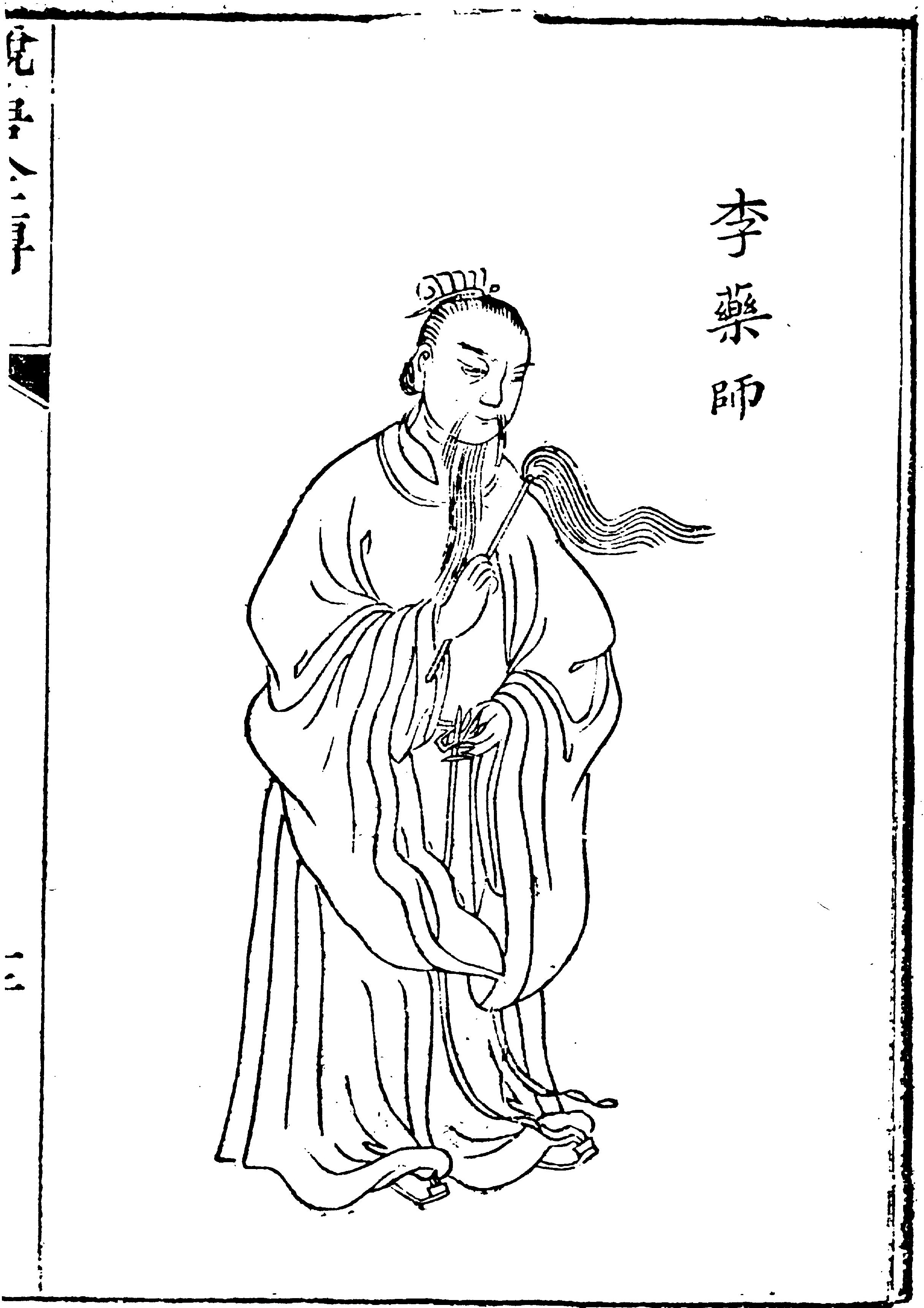
《說唐演義全傳》插圖，李藥師

唐初，東突厥為最大邊害。貞觀三年（629年），以李靖為總指揮「定襄道行軍大總管」，分六路進攻突厥，次年寒冬冒雪抵達朔州。貞觀四年（630年）正月，李靖率三千精騎，趁黑夜攻下頡利可汗的牙帳所在地定襄，頡利北撤鐵山。李靖趁勝追擊，以一萬精兵趁夜襲擊陰山，斬義成公主，俘虜頡利可汗，東突厥自此平定。太宗說：“昔李陵提步卒五千，不免身降匈奴，尚得名書竹帛。卿以三千輕騎，深入虜庭，克復定襄、威振北狄，實古今未有。”封李靖為代國公。此戰實為李靖軍事生涯成就最高的戰役。

### 晚年

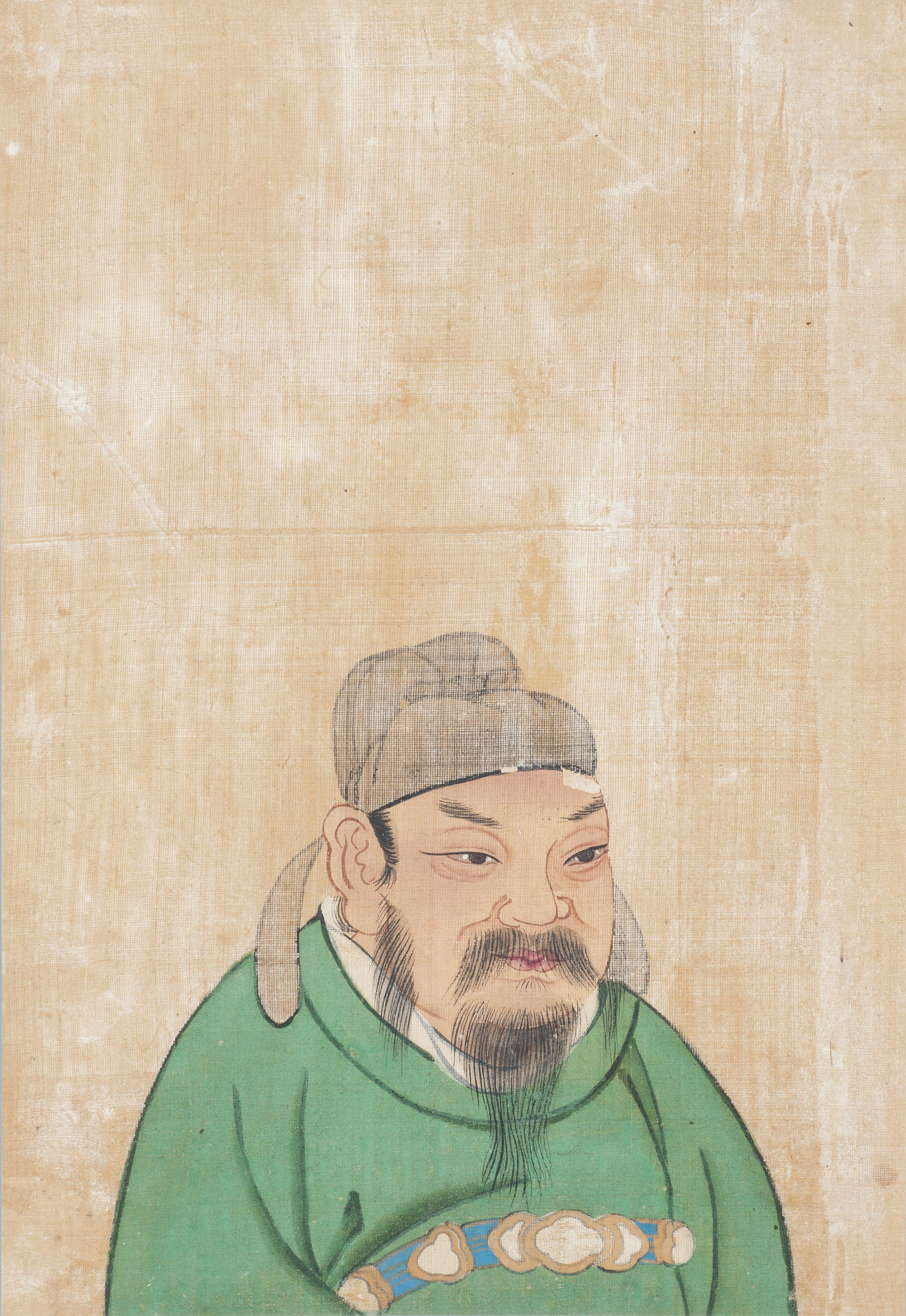
李靖肖像

貞觀八年（634年），西北吐谷渾王慕容伏允犯境。李靖主動請纓，太宗即任命李靖為「西海道行軍大總管」，統帥唐帝國與西域諸國（如突厥、契苾）聯軍征討吐谷渾。慕容伏允火燒荒野，盡毀草原，以為唐軍不會追擊。李靖採納侯君集之議，分兵兩道追殲，親率李大亮等部由北道切斷其通往祁連山的退路，並迂迴至其首府伏俟城（今青海湖西），李道宗等部由南道追截南逃的吐谷渾軍。南道唐軍歷經無人之境二千餘里，於烏海（今青海苦海）大破伏允部。貞觀九年（635年），李靖在積石山（今青海阿尼瑪卿山）追至且末（今屬新疆），大敗吐谷渾軍。伏允部下不堪唐軍追擊，殺伏允。伏允之子大寧王慕容順斬天柱王，率部降唐，其國土遂盡歸唐朝。貞觀十一年（637年），改封為衛國公。
貞觀十九年（645年），唐太宗征討高句麗，李靖初以病作拒，唐太宗以司馬懿年老卻能立勳曹魏比喻後，李靖於是答應跟從出發，但至相州時因病重無法前進。駐驆山之戰，高句麗與靺鞨聯兵，江夏王李道宗認為高句麗傾國抗唐，平壤防守必然虛弱，於是建議請五千精兵親自征討，定能使數十萬之眾不戰而降，唐太宗並未接納。後來，軍隊受困處於劣勢，唐太宗向李靖詢問原因，李靖稱江夏王早已解答過，太宗聽後連忙安撫在旁的李道宗。
貞觀二十一年（647年），李靖應唐太宗召，商議討伐高句丽，並自請率兵，唯太宗以其年老而未許。貞觀二十三年（649年）病卒，享壽七十九，谥号为景武，陪葬昭陵。李靖墓“制如卫（青）、霍（去病）故事，起冢象铁山、积石山，以旌奇功。”远看作三丘，中间为圆锥形，两旁平面作长方形，东断西连，与李勣墓三丘平面作倒“品”字形不同。

## 其他
据《新唐书宰相世系表》的记载，李靖出自陇西李氏丹杨房，然而《中说》却记载李靖属于赵郡李氏。

## 家族

### 曾祖
- 李，北魏河秦二州刺史、杜县公

### 祖父
- 李崇義，北周广和复硤殷五州刺史、永康威公

### 父母
- 李诠，隋朝开府仪同三司、赵郡太守、定襄道总管、永康襄公
- 河南韩氏，北周使持节、骠骑大将军、开府仪同三司、都督中徐虞洛四州诸军事、中州刺史、新义威公韩雄之女

### 兄弟姐妹
- 李端，字药王，隋朝大将军、永康公
- 李敳，唐朝利州总管府司马
- 李客师，唐朝左右骁卫将军、幽州都督、丹阳郡公
- 李正明，唐朝左骁卫、右屯卫、左卫将军、兰夔原灵四州都督、金紫光禄大夫、上柱国、永康公

### 子女
- 李德謇，唐朝将作少匠、卫国公
- 李德獎，唐朝延州刺史、卫国公

### 孫子
- 李友谦，李德奖之子，唐朝秦州司马、卫国公
- 李处叶，清阳县令。其女李芳嫁左卫翊卫裴某

### 曾孫
- 李齐贤，李友谦子，唐朝太子家令寺丞、卫国公

### 玄孙
- 李浚，李齐贤子，嘉州刺史、卫国公。有子四人，李士方、李直方、李知方、李式方
- 李湜
- 李汗
- 李沅，兼殿中侍御史

### 五世孙
- 李彦芳，唐文宗李昂大和（太和）年间，官至凤翔司录参军

## 著作
- 《唐太宗李卫公问对》
- 《李卫公兵法》
- 《李靖六军镜》

## 李靖碑
《李靖碑》，全称《大唐故尚书右仆射特进开府仪同三司上柱国赠司徒并州都督卫景武公之碑并序》，亦称《卫景武公碑》。许敬宗撰，王知敬正书。此碑为昭陵陪葬碑之一。今在陕西醴泉县昭陵。唐显庆三年（658年）五月刻。共39行，每行82字。王知敬，河内人，善隶草，宋赵明诚《金石录》称“其书有虞书之舒放，欧书之谨严，褚书姿媚，备美三家，婀娜刚健”，是初唐碑版书中的精品。

大唐故尚书右仆射特进开府仪同三司上柱国赠司徒并州都督卫景武公碑（并序）

   侍中高阳郡开国公许敬宗撰

　　有唐建极，将事补天，物色异人，营求国器。采六奇於楚将，而疆宇廓清；探九赜於商贤，而彝伦式叙。若乃西戡建木，东剪（阙二十九字）者，其有景武公乎！公讳靖，字药师，陇西成纪人也。源夫龙德在躬，法混成而谓道；猿灵象臂，纵饮羽以穷神。譬诸吞乙皇灵，由其锡庆；〇〇扰龙，（阙二十六字）若水〇〇〇国〇梓，灵源所渐，美地冠於神洲；国谍攸章，茂绪光於列代。盖以被於金石，无俟一二详焉。曾祖懽，後魏河秦二州刺史，杜县开国公。（阙二十五字）开府仪同、大将军、广、和、复、硖、殷五州刺史、永康县公（祖崇义，后魏殷州刺史、永康公）。中南降灵，材高文梓；关西出将，气盖削成。游刃六条，理棼丝而有绪；拥旄千里，〇〇敌以销锋。（阙二十五字）赠使持节都督六州诸军事、荆州刺史（父诠，隋赵郡守）。绮岁权奇，慕成庆之高义，弱龄耿介，服子路之嘉言。竟能絷马埋轮，自立〇〇之誉；走魂裂肤，以表知己之〇。公心（阙三十二字）以纳方邵於胸中，躏赵辛於跨下，岂非帝锡贤弼，以祚圣人？比夫文成作师，用康汉道，滋泉入繇，寔沃〇心。生明〇之〇〇，〇〇外之（阙三十字）行事，咸施可久。谋而後动，智越老成；宽而纳众，量含多士。数召与语，嘉其志气。每商榷通变，靡究端涯，〇叹久之。（阙三十八字）之可畏矣。年十有六，长安令调为功曹。盖以望表黄图，光膺礼贲，英标赤县，不谢弓招。俄而雍州引升宾贡，擢策高第。（阙三十二字）县分崩。次骨严科，滥加端士，天伦之长，竟被凝脂。由是除公为汲县令，历安阳、三原，考绩连最。於时寰中万宇，并厉秋（阙三十九字）设地险而分疆。公乃以德安边，长城弛柝，运奇料敌，合境无尘。於时鼋鼍为梁，久盘泽国，盗骊穷辙，留滞水乡。公（阙三十四字）代〇〇〇条而涣汗。流汤之旅，犹未倒戈；渐台之众，尚婴穷垒。故知元天覆构，非断鳌之所持；巨壑腾波，岂精卫之能填。公〇〇有〇，不以（阙三十四字）引居周卫，申之以心膂。太宗地居帝子，冥应宝图。则哲钦明，内韫知臣之鉴；推心通梦，预纳投〇之谋。耀（阙三十六字）耶溪赤堇，守江堑以谁诃。由是命公抚宁荒憬，建旄直指，进次夔州，招集遗黎，将申问罪。铣徒再肇，跨有群蛮，利尽沉黎，〇〇迈〇。（阙三十一字）公〇止，授以兵权，慰勉痍伤，人皆拔拒，奋扬衰怠，发并冲冠，孤城掩扉，已经二载。能胜兵者，裁八百人，夜赴贼营，乘其不意，荡平三〇。（阙三十三字）扬尘翳景，我师既戡，人皆色变。公徐撝马策而谓众云：“贼扰且嚣，是其怯也，及未成列，可以薄之。”分二百人，蔽山而出。公方（阙三十一字）阻，于是清定。因请孝恭进图萧铣，诏授行军总管，便事首途。於时八月凉秋，稻水凑荆门之厄；二江行潦，暮雨〇五岭之〇舡。（阙三十四字）即〇其巢，势若疾雷，敌必无备。远徵不可以应速，近召未足以成军，计日就擒，此兵家之上策也。”由是决计躬为先锋，迅〇〇〇，倏（阙三十字）城〇〇〇之争搏，救其悬命，处死地以图山，先犯後军。王师遂恧，贼争虏掠，散地交驰。公亲率前茅，射虚而进，擒其伪帅。由是倒戈（阙三十六字）江，抚循岭外，承制选补，百越率从。敕授岭南道安抚大使、检校桂州总管。东渐闽区，南逾象浦，雕题凿齿，并〇淳风；断发文身，尽〇弘德。（阙二十九字）烈霆霓。分糒投醪，惠深时雨。玉桴括野，候玉弩以驰威；金镯乘飙，指金陵而振旅。僵短狐於洞泽，则溆浦〇流，斩长蛇（阙三十三字）。太宗统极，宠渥增隆，徵拜刑部尚书，参图国政，别食邑四百户，仍以本官行太子左卫率。未几，转兵部尚书。再践〇〇，〇参百揆而（阙三十字）八〇俱远。若乃旄头上列，星野於是分区；大沙下布，地脉因而致绝。谓天骄子，代蹙中原，随氏季年，长围扆〇，自兹厥后，遂失榆中。由是命公（阙二十八字）无复；引弓超忽白登，不闻吟镝。公乃轻赍毕景，随飞雪而长驱；勒骑通霄，箕遗风而远袭。奄逾高阙，势若飙驰，潜袭虏庭，倏如天降。（阙三十字）六〇之功，是称翳赖，进封代国公，增邑三千户，加位左光禄大夫，馀官如故。曩代和戎，赏褒舞佾，昔人出塞，加号冠军。以彼方今，曾何（阙三十字）率，〇〇尚书右仆射。当权执宪，象雨露之无私；纬俗经邦，法岳渎之为纪。远清迩晏，画一之道无差；翊政还醇，登三之化斯在。〇〇深（阙三十四字）上不能抑，下诏从之。加授特进，许其闲逸。散金之赏，拟迹疏公；松子之欢，比肩张傅。安车弘大隐之义，杖国协〇〇之〇。（阙三十三字）。
太宗悯兹视肉，疟彼游魂，乃诏徵公为西海道行军总管。於是撝羽申令，立表即戎，悬旌鄯善之阿，酣战昆仑之表。（阙三十六字）公彼有惭德，改封卫国公，授濮州刺史。畴茯爵邑，子孙承嗣。太山如砺，信誓之文不渝；镂鼎传铭，世禄之猷方永。皇情眷（阙三十六字）诏曰：“仪比台阶，允归时望，位参衮职，必俟茂勋。是以汉之邓骘，垂芳於往载；晋之郑袤，著美於当时。特进卫国公靖，器宇〇〇，风神〇远，（阙二十九字）职居端副，志在奉上，知无不为。叶赞之道既彰，止足之风弥远。自违朝宠，仍属沈疴，摄养私第，炎凉亟改。言念庸〇，无忘（阙三十七字）职事，望重台槐。职雕神化，追踪昭伯，胜映前猷，继美叔林，仪形当代。庶将乞言胶序，相礼云亭，天不逨留，俄从化往。以贞观廿三年五月十八日（阙二十二字），诏赠司徒、使持节都督并汾箕岚四州诸军事、并州刺史，给东园秘器，班剑卌人，羽葆鼓吹，凶事所须，并命优厚，赐茔于昭陵。（阙二十九字）谥曰景武公，礼也。惟公才膺衡石，契合休明，受律九天之上，收功四维之表。洞庭狼顾，翦不崇朝。惟杨蚁徒，擒如拾芥。（阙三十四字）生灵。巨川始济，东流遽阅；揭日未淹，西嵫已晦。将军从骠之客，望祁山而恸怀，丞相开閤之宾，对佳城而掩泣。乃与家臣室老，追述德音。（下阙）

猗欤茂族，同源帝先。郁云标陇，切汉分川。〇床攸出，金舆在旃。洪基诞圣，末派生贤。

秦州忠烈，执羁从〇。〇〇誓〇，〇芬〇〇。〇〇〇〇，〇〇〇〇。〇〇〇〇，〇〇〇〇。

〇〇〇〇，〇〇〇〇。〇〇达变，在〇〇通。顾盼扬采，鼓动生风。惟皇作极，求贤委政。

轩后顺风，有虞申命。在我明辟，道包前圣。拟汉藩荆，如周引郑。〇宫南纪，九（阙三十五字）

智缴大风，威歼击齿。夷波海澨，廓氛江汜。昏昏鹿塞，淼淼鸡田。编穹浃野，蕴脊蒸天。

受律横奋，电扫云褰。垂衣削衽，截翰（阙三十二字）明明。

〇〇著绩，溢宇腾声。壑舟潜徙，国栋俄倾。托辰沈曜，爱景韬精。朝念明谟，哀深诏葬。

士思令范，缅怀宗匠。晋原不作，岘山徒望。（下阙）。

## 艺术形象

### 文藝作品中的李靖
- 唐傳奇《虬髯客傳》（杜光庭著），以隋朝末年天下將亂，群雄競起為背景，塑造了三名富有俠義豪爽個性的主角：李靖、紅拂女张出尘（本姓張，嫁與李靖為妻）、虬髯客，合稱「風塵三俠」。
- 黄易所著《大唐雙龍傳》中，李靖是兩位主角的啟蒙老師，傳授「血戰十式」刀法。
- 在金庸所著《笑傲江湖》中，少林寺方丈方证向令狐冲提到李靖曾协助二祖慧可领悟了达摩所留下的《易筋经》中的武学要义。

### 影視作品
| 年份 | 國家/地區      | 劇名                                  | 性質   | 演員             |
| ---- | -------------- | ------------------------------------- | ------ | ---------------- |
| 1976 | 英屬香港       | 《隋唐風雲》                          | 電視劇 | 何文匯           |
| 1984 | 英屬香港       | 《決戰玄武門》                        | 電視劇 | 劉江             |
| 1987 | 英屬香港       | 《大運河》                            | 電視劇 | 歐瑞偉           |
| 1994 | 臺灣/ 中国大陆 | 《唐太宗李世民》                      | 電視劇 | 刘乃艺           |
| 1995 | 英屬香港       | 《隋唐群英會》                        | 電視劇 | 譚耀文           |
| 1996 | 臺灣/ 中国大陆 | 《游龙惊凤》                          | 電視劇 | 邢岷山           |
| 1996 | 中国大陆       | 《隋唐演义》                          | 電視劇 | 吕一丁           |
| 2004 | 香港           | 《大唐雙龍傳》                        | 電視劇 | 歐瑞偉           |
| 2006 | 中国大陆       | 《风尘三侠之红拂女》                  | 電視劇 | 霍建华           |
| 2006 | 中国大陆       | 《开创盛世》                          | 電視劇 | 刘涤非           |
| 2006 | 中国大陆       | 《贞观之治》                          | 電視劇 | 吴坚             |
| 2006 | 中国大陆       | 《薛仁贵传奇》                        | 電視劇 | 王绘春           |
| 2006 |                | 《渊盖苏文》                          | 電視劇 | 金应锡（김응석） |
| 2007 | 中国大陆       | 《贞观长歌》                          | 電視劇 | 毕海峰           |
| 2013 | 中国大陆       | 《隋唐演义》                          | 電視劇 | 管羽             |
| 2013 | 中国大陆       | 《隋唐英雄 1 & 2》 《隋唐英雄 3 & 4》 | 電視劇 | 张栩             |
| 2021 | 中国大陆       | 《長歌行》                            | 電視劇 | 田峻丞           |
| 待播 | 中国大陆       | 《天下长安》                          | 電視劇 | 陈之辉           |

## 延伸阅读
[在维基数据编辑]
 在维基文库阅读此作者作品（ 在维基共享资源阅览影像）
 《舊唐書·卷67》，出自刘昫《舊唐書》
 《新唐書·卷093》，出自《新唐書》

## 参看
- 卫公兵法辑本
- 李靖 (神话人物)

| 前任： 杜如晦 | 唐朝尚书右仆射 630年－634年 | 繼任： 溫彥博 |